# Literatura experimental
Literatura experimental é um modo de produção literária difícil de definir com qualquer tipo de precisão.  Ele experimenta com convenções literárias, incluindo limites de gênero e estilo; por exemplo, uma obra pode ser escrita em forma de prosa ou poesia, mas o texto pode ser colocado na página de modo diferente dos parágrafos ou versos tradicionais.  Também pode incorporar outros modos artísticos, como arte ou fotografia. Apesar da literatura experimental ser tradicionalmente manuscrita, a era digital viu um uso exponencial da escrita de trabalhos experimentais com processadores de texto ou usando técnicas digitais. 

## Origem da literatura experimental
A primeira obra geralmente citada nesta categoria é The Life and Opinions of Tristram Shandy, Gentleman, de Laurence Sterne. É um texto tão antigo a ponto de não ser possível dizer que está quebrando convenções, já que estas ainda não haviam se solidificado. Todavia, por sua zombaria de narrativas e seu uso de elementos gráficos, como uma página toda preta para lamentar a morte de um personagem, o romance de Sterne é considerado um texto fundamental para muitos autores pós-Segunda Guerra Mundial. No entanto, o livro de Sterne teve críticos mesmo em sua época; por exemplo, Samuel Johnson é citado por Boswell criticando a obra de Sterne "O meramente estranho não dura. Tristram Shandy não durou." Jacques, o Fatalista e Seu Amo, de Denis Diderot tirou muita inspiração de Tristram Shandy, um fato explícito no texto, tornando-o um dos primeiros exemplos de metaficção.

## No século XX
Na década de 1910, a experimentação artística tornou-se uma força proeminente,  e vários escritores europeus e americanos começaram a experimentar as formas dadas. As tendências que se formaram durante esse período viriam a se tornar parte de movimentos modernistas. Os Cantos de Ezra Pound, obras pós-Primeira Guerra Mundial de T. S. Eliot e romances e peças de Gertrude Stein foram algumas das obras mais influentes da época, embora Ulisses de James Joyce seja geralmente considerado  o trabalho mais essencial do período. O romance de Joyce influenciou não apenas escritores mais experimentais, como Virginia Woolf, mas também escritores mais tradicionais, como Ernest Hemingway .
Os movimentos de vanguarda também contribuíram para o desenvolvimento da literatura experimental no início e meados do século XX. No movimento dadaísta, o poeta Tristan Tzara usou recortes de jornal e tipografia experimental em seus manifestos. O autor futurista Filippo Tommaso Marinetti adotou uma teoria de "palavras livres" em toda a página, expandindo exponencialmente os limites da narrativa convencional e do layout em um livro, um exemplo notável sendo seu "romance sonoro" Zang Tumb Tumb. Os escritores, poetas e artistas associados ao movimento surrealista empregaram uma série de técnicas incomuns para evocar estados místicos e oníricos em seus poemas e romances. Exemplos incluem o livro colaborativo Les Champs Magnétiques de André Breton e Philippe Soupault e Sorrow for Sorrow, um "romance onírico" produzido sob hipnose por Robert Desnos.
No final da década de 30, a situação política na Europa havia feito o Modernismo parecer uma resposta inadequada, estetizada e até mesmo irresponsável ao perigo do fascismo mundial, e o experimentalismo literário saiu do âmbito público, mantido vivo durante a década de 1940 apenas por visionários isolados, como Kenneth Patchen. Na década de 1950, os beats foram uma reação contra a qualidade obstinada tanto da poesia quanto da prosa de sua época, e obras esotéricas como o romance Visions of Gerard, de Jack Kerouac, representaram uma nova abordagem formal para a narrativa padrão daquela época. Romancistas americanos como John Hawkes começaram a publicar romances que brincavam com algumas convenções narrativas no final da década de 40.
O espírito das vanguardas europeias também se estenderia à geração do pós-guerra. O poeta Isidore Isou formou o grupo letrista e produziu manifestos, poemas e filmes que exploravam os limites da palavra escrita e falada. O OULIPO (em francês, Ouvroir de littérature potentielle, ou "Oficina de Literatura Potencial") reuniu escritores, artistas e matemáticos para explorar meios inovadores e combinatórios de produzir textos. Fundado pelo autor Raymond Queneau e pelo matemático François Le Lionnais, o grupo teve escritores como Italo Calvino e Georges Perec. O Cent Mille Millards de Poèmes de Queneau usa características do livro físico para proliferar diferentes combinações de sonetos, enquanto o romance A Vida: Modo de Usar de Perec é baseado no movimento de um cavalo em um tabuleiro de xadrez.
Os Angry Young Men britânicos da década de 50 rejeitaram o experimentalismo,  mas a década de 1960 trouxe um breve retorno dos dias de glória do modernismo e uma primeira fundamentação do pós-modernismo. A publicidade que Almoço Nu de William S. Burroughs recebeu após um julgamento por obscenidade trouxe uma ampla consciência e admiração por uma liberdade artística extrema e sem censura. Burroughs também foi pioneiro da técnica de recorte, em que jornais ou manuscritos datilografados eram cortados e reorganizados para obter frases no texto. No final dos anos 1960, os movimentos experimentais tornaram-se tão proeminentes que mesmo autores mais convencionais, como Bernard Malamud e Norman Mailer, começaram a exibir tendências experimentais. A metaficção foi uma tendência importante neste período, exemplificada de forma mais elaborada nas obras de John Barth, Jonathan Bayliss e Jorge Luis Borges .  Em 1967, Barth escreveu o ensaio The Literature of Exhaustion,  que às vezes é considerado um manifesto do pós-modernismo. Uma importante obra dessa época foi Gravity's Rainbow, de Thomas Pynchon, que acabou se tornando um best-seller. Autores importantes na forma de contos incluem Donald Barthelme e, tanto na forma curta quanto longa, Robert Coover e Ronald Sukenick. Em 1968, o romance  Willie Masters Lonesome Wife, adicionou dimensões desafiadoras à leitura, já que algumas das páginas estão escritas em espelho, e o texto só pode ser lido se uma superfície reflexiva for colocado em um ângulo contra a página.
Alguns escritores experimentais das décadas de 1970 e 1980 incluem Italo Calvino, Michael Ondaatje e Julio Cortázar. Os livros mais famosos de Calvino são Se um viajante numa noite de inverno, em que alguns capítulos retratam o leitor se preparando para ler um livro intitulado Se um viajante numa noite de inverno, enquanto outros formam a narrativa e Cidades Invisíveis, no qual Marco Polo explica suas viagens a Kubla Khan, embora sejam apenas relatos da cidade em que estão conversando.  The Collected Works of Billy the Kid, de Ondaatje, usa um estilo de álbum de recortes para contar sua história, enquanto O Jogo da Amarelinha de Cortázar pode ser lido com os capítulos em qualquer ordem.
O argentino Julio Cortázar e a escritora ucraniana-brasileira Clarice Lispector, ambos autores latino-americanos que criaram obras experimentais, misturando técnicas oníricas, jornalismo e ficção; clássicos regionais escritos em espanhol incluem o romance mexicano Pedro Páramo de Juan Rulfo, o épico familiar colombiano Cem Anos de Solidão de Gabriel Garcia Márquez, o romance histórico-político A Guerra do Fim do Mundo de Mario Vargas Llosa, o diálogo dramático espanglês porto-riquenho Yo-Yo Boing!, de Giannina Braschi, e o romance revolucionário cubanoParadiso, de José Lezama Lima. 
Os autores americanos contemporâneos David Foster Wallace e Rick Moody combinam algumas das formas experimentais dos escritores dos anos 1960 com um aspecto emocional mais flácido, ironia e uma maior tendência à acessibilidade e ao humor. Graça Infinita de Wallace é uma obra maximalista metamoderna que descreve a vida em uma academia de tênis e uma clínica de reabilitação; digressões muitas vezes se tornam tramas, e o livro apresenta mais de 100 páginas de notas de rodapé. Outros escritores como Nicholson Baker se destacaram por seu minimalismo em romances como The Mezzanine, sobre um homem que sobe uma escada rolante por 140 páginas. O escritor estadunidense Mark Danielewski combinou elementos de terror com escrita acadêmica formal e experimentação tipográfica em seu romance House of Leaves.
O autor grego Dimitris Lyacos em Z213: Exit combina, em uma espécie de palimpsesto moderno, as anotações do diário de dois narradores em um texto fortemente fragmentado, intercalado com trechos de Êxodo, para recontar uma jornada ao longo da qual as realidades distintas do eu interior e o mundo exterior se fundem gradualmente.

## No século XXI
No início do século XXI, muitos exemplos de literatura experimental foram impactados pelo surgimento de computadores e outras tecnologias digitais, alguns deles realmente usando o meio sobre os quais estão refletindo, como o romance No One Is Talking About This, de Patricia Lockwood, que foi majoritariamente escrito em um iPhone. Esse tipo de escrita tem sido referido de várias formas como literatura eletrônica, hipertexto e codework. Outros se concentraram em explorar a pluralidade de pontos de vista narrativos, como o escritor uruguaio-americano Jorge Majfud em La reina de América e La ciudad de la luna.